# Segeljakt

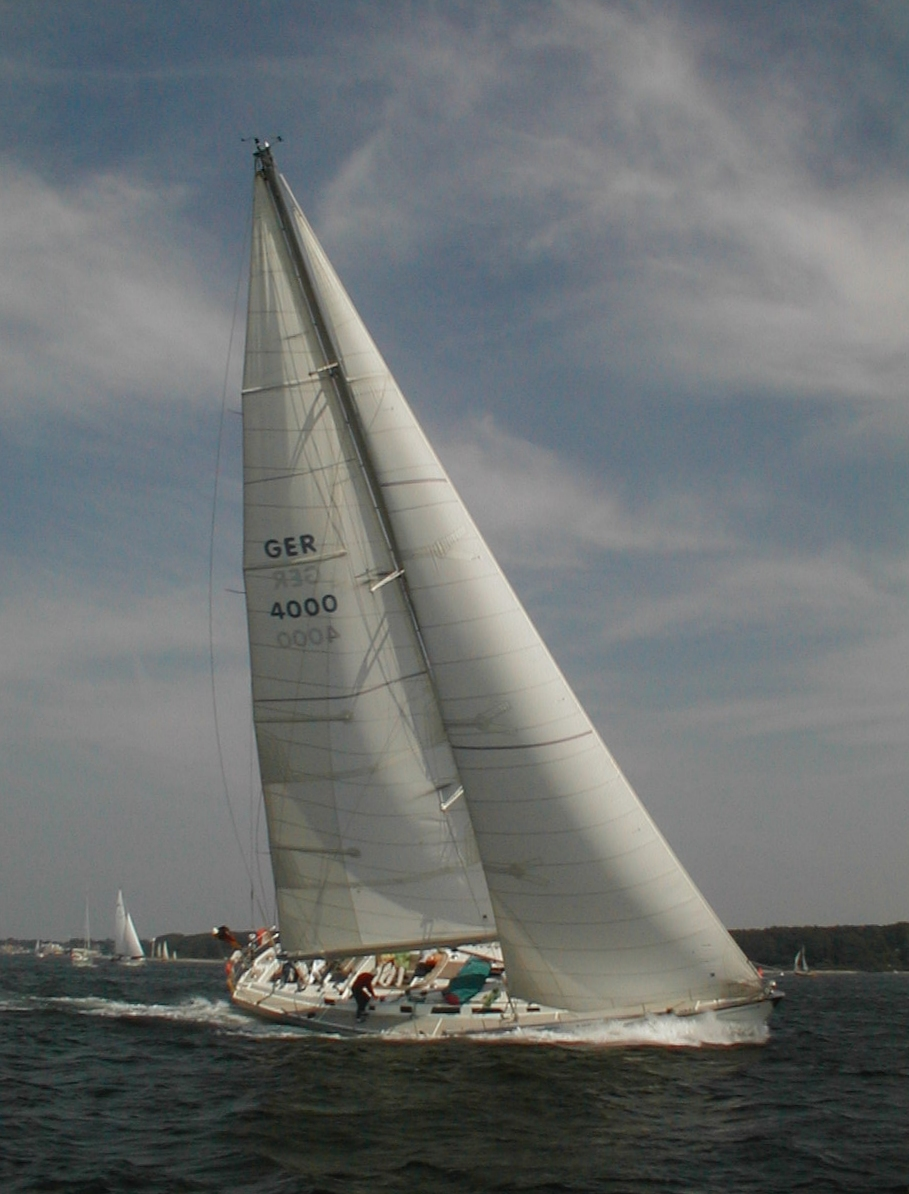
Den 17 meter långa tyska segelyachten "Peter von Danzig", byggd 1992

Segeljakt (även stavat eller segelyacht, kort: S/Y, SY) eller segelkryssare kallas en segeldriven jakt – en stor och elegant segelbåt för nöjesresor snarare än för kommersiellt bruk, ofta tillräckligt stor och bekväm för att bo i.
Beteckningen S/Y används också för andra segelfartyg än fritidsfartyg.

## Historik
En av de tidigaste dokumenterade nöjesseglarna var Karl II av England, som berättas ha tagit med sig en jacht från en resa till Holland. Peter den Store av Ryssland lär också ha funnit nöje i att segla med sin slup. Under den viktorianska eran i Storbritannien hade överklassen råd och tid att ägna sig åt allehanda sporter, bland annat segelsport. Kring Drottning Victorias sommarresidens på Isle of Wight började den kungliga familjen och hovet segla ikapp kring Cowes och Newport. År 1815 grundades världens troligen första båtklubb, The Yacht Club i London, och i och med att kung Georg IV anslöt sig blev den The Royal Yacht Club. År 1833 arrangerade den en regatta i Cowes, som senare blev årligen återkommande, och inrättade sitt klubbhus i Cowes Castle. Sedan dess har den hetat Royal Yacht Squadron.
De första nöjesjakterna var då av den gamla engelska kuttertypen: smala med lång köl, stort deplacement och stor segelarea. Den efterföljdes i slutet av 1800-talet av den amerikanska fenkölstypen med grunt, bredd skrov, försedd med en ballastad plåt- eller träfena. En variant av fenbåten var flundretypen, som i stället för fena hade centerbord. Efter dessa ytterligheter uppstod en mellanform, de brittiska linearraters, som bildade ursprunget för de så kallade R-yachterna, vilka konstruerades enligt den 1906 antagna internationella mätningsregeln. Dessa yachter visade sig för smala och överriggade. En förbättring 1923 av regeln medförde en ny typ. År 1907 antogs i Sverige "Skärgårdskryssarregeln", som senare ändrades flera gånger. Den gav upphov till en lång, smal yacht, som visserligen var snabb, men lämpade sig mindre för svår sjö och beboelighet.
Samtidigt som den vanliga yachten utvecklades mot att bli specialiserad för kappsegling, utvecklades en jakt för långfärder, även kallad kryssare, som utmärkte sig genom korta överhängen, stort deplacement, lång köl och en rigg var mera uppdelad än kappseglarnas.
Från slutet av 1800-talet höll sig de flesta kungahusen i Europa med någon form av påkostad båt, ofta även motoriserade eller ångdrivna, och man började tala om 'lustjakter, eller lyxjakter. Förmögna industrimagnater och adelsfamiljer följde snart efter.
Senare kom begreppet jakt att också användas om motoryacht, och det kunde då användses om allt från små motorkryssar på 7-8 meters längd och 10 hästkrafters motor till stora motorjakter som Orion med 3.600 hästkrafters motor, 3.420 ton deplacement och 93 meters längd.

## Segelyachter i urval

### Sverigebyggda segeljakter i urval
- Gandul 1895, 11,2 meter, ritad av Axel Nygren och byggd av August Plym vid Stockholms Båtbyggeri AB på Liljeholmen.

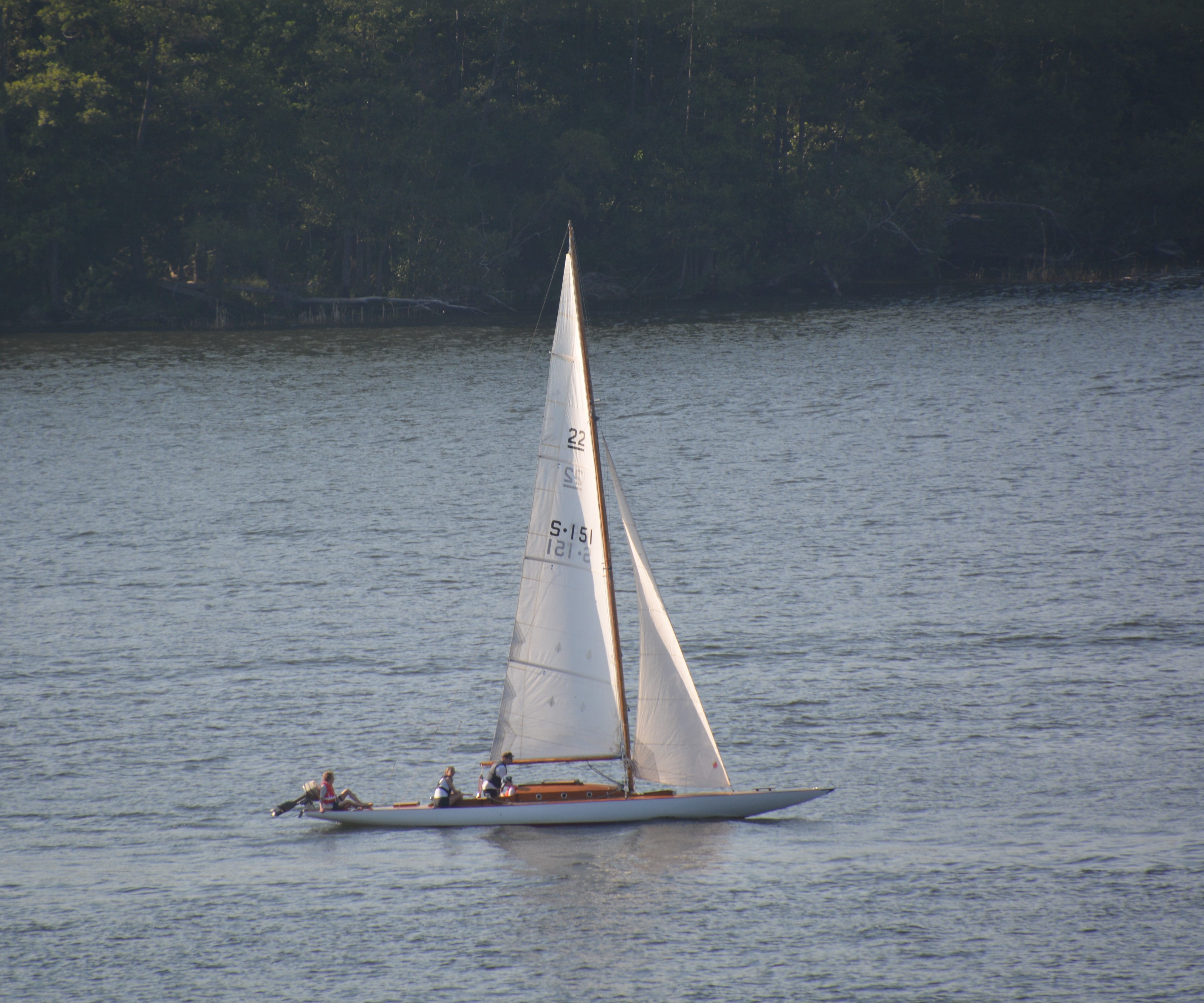
SK 22 Carmen i Mälaren 2019

- Allona 1899, 25,6 meter, ritad av Axel Nygren, byggd av Stockholms Båtbyggeri
- Agneta 1950, 25 meter, ritad av Knud Reimers, byggd av Neglingevarvet
- Miranda 1918, 24,5 meter, ritad av August Plym, byggd av Neglingevarvet
- Singoalla 1918, 23,9 meter, ritad av Gustaf Estlander, byggd av Hästholmsvarvet
- Beatrice Aurore 1920, 22,0 meter, SK 150, ritad av August Plym, byggd av Neglingevarvet
- Ingeborg 1897, 22,0 meter, ritad av Albert Andersson, byggd av Mälarvarvet
- Primerose 1918, 21,0 meter, ritad av C.O. Liljegren, byggd av G.R. Liljegrens varv i Göteborg
- Gullveig 1951, 17,78 meter, ritad av Erik Salander, byggd av Arendals båtvarv
- La Liberté 1934, 16,3 meter, ritad av Erik Salander, byggd av Kungsörs Båtvarv för Max Gumpel
- Gumman 1916, senare S/Y Gathenhielm, 15,36 meter, ritad av C.O. Liljegren, byggd av G.R. Liljegrens varv i Göteborg
- Wanda 1912, senare Lackawanna, SK 150, ritad av August Plym, byggd av Neglingevarvet
- Ingeborg 1917, ritad av Albert Andersson
- Irene 1929-1930, senare bland andra Princess Svanevit, Silvervingen X och Barranguilla, R 12, ritad av Gustaf Estlander och Tore Holm, byggd av Neglingevarvet

### Finlandsbyggda segelyachter i urval
- Kitty, ritad av Alfred Mylne, byggd av Åbo Båtvarf
- Vågspel, ritad av Birger Slotte, byggd av Wilenius båtvarv 1943
- Moshulu, ritad av Birger Slotte, byggd av Wilenius båtvarv 1947
- Hetairos 2011, ketch byggd av Baltic Yachts
- Pink Gin IV 2017, byggd av Baltic Yachts

### Andra segelyachter
- A, 142,8 meter vilket gör den världens längsta segelyacht, byggd av Nobiskrug (ägare Andrej Melnitjenko)
- Erica XII, 52,5 meter (ägare Bertil Hult)
- Fidra 1896, 31 meter (ägare Sune Tamm)